# Live à Bercy
Koffi Olomidé: Live à Bercy es un álbum en directo del artista Koffi Olomidé lanzado el 28 de noviembre de 2000 en el sello Sonodisc. Se compone de una selección de canciones grabadas durante el concierto que dio el 19 de febrero de 2000 en el Palais Omnisports de Paris-Bercy (Francia).

## Concierto
Koffi Olomidé, cantante de la República Democrática del Congo, organizó un concierto el 19 de febrero de 2000 en el Palais Omnisports de Paris-Bercy. Se convierte en el "primer africano negro" en organizar un espectáculo en este salón parisino. Anteriormente había organizado conciertos en la capital francesa, llenando notablemente con Olympia (agosto de 1998) y Zenith (noviembre de 1998).
El concierto de Bercy está agotado, con 17,000 asientos vendidos. No se lleva a cabo ninguna promoción en los medios tradicionales, todo de boca en boca. Koffi Olomidé también criticará fuertemente este estado de cosas, declarando a Liberación: “Aprovecho este Bercy para gritar contra la injusticia. Por primera vez que un africano negro está haciendo Bercy, merece ser comentado un poco”. También especifica a L'Humanité que considera "injusto el destino reservado para la música africana negra" en Francia, y que cree que tiene "una gran responsabilidad como artista africano" de "desmitificar" a Bercy con este concierto, y así abre sus puertas a otros artistas del continente3. Sin embargo, muchos canales de televisión franceses hacen el viaje la noche del concierto, incluidos France 2, M6 y Canal +. MCM Africa también graba todo el concierto.
Pocos franceses están en la sala4, el público está compuesto principalmente por fanáticos africanos que vinieron con sus familias, en particular miembros de la diáspora congoleña, algunos de lugares lejanos como Suiza o Estados Unidos.
El espectáculo tiene lugar desde la medianoche hasta las 6 a. m. Muchos artistas están presentes, incluida la cantante marfileña Nayanka Bell con quien Koffi Olomidé realiza una versión rumba de Je t'aime, moi non plus de Gainsbourg. Los miembros del colectivo franco-congoleño de hip-hop Bisso Na Bisso también están presentes, incluido el rapero Passi, así como el rapero francés Stomy Bugsy y la cantante senegalesa Coumba Gawlo Seck.
El periódico Liberation señala muchos "tiempos muertos" durante el concierto. El público parece cansarse después de la 1:30 de canciones románticas, algunas comienzan a apoderarse del pozo. El público no se despierta hasta alrededor de las 3:30 a. m. con la llegada de Bisso Na Bisso y Stomy Bugsy, cuyas canciones hacen "revolver y cantar Bercy". La atmósfera volvió a caer con la llegada de las "Spacy Girly", copias de las Spice Girls, que recibieron chorros de botellas y latas. El estado de ánimo de la multitud parece volver al buen tiempo a partir de entonces.
El concierto se graba y ciertas canciones se ponen en un álbum, titulado Koffi Olomidé: Live in Bercy, que se lanzó el 28 de noviembre de 2000 en el sello Sonodisc. Será reeditado en 2007 en la etiqueta "Suave".
Este concierto se mencionará regularmente en los años siguientes en artículos dedicados al artista (como Le Parisien en 2001 o Le Monde en 2016) por haber convertido a Koffi Olomidé en el primer cantante africano en llenar a Bercy.

## Lista de canciones
| 1. | Générique Live Bercy (Live)    | Koffi Olomidé | 09:45 |
| 2. | Entrée de Koffi Olomidé (Live) | Koffi Olomidé | 01:38 |
| 3. | Apostolo Ya Bolingo (Live)     | Koffi Olomidé | 05:51 |
| 4. | Rond-point (Live)              | Koffi Olomidé | 06:56 |
| 5. | Mbabula (Live)                 | Koffi Olomidé | 04:09 |
| 6. | Sans anésthesie (Live)         | Koffi Olomidé | 07:52 |
| 7. | Premier gaou (Live)            | Magic System  | 02:20 |
| 8. | Loi                            | Koffi Olomidé | 11:16 |
| 9. | Non assistance (Live)          | Koffi Olomidé | 06:53 |

| 1. | Number One (Live)      | Koffi Olomidé | 11:22 |
| 2. | Sans anésthesie (Live) | Koffi Olomidé | 07:44 |
| 3. | Miss des Miss (Live)   | Koffi Olomidé | 06:24 |
| 4. | Tchernobyl (Live)      | Koffi Olomidé | 07:06 |
| 5. | Attentat (Live)        | Koffi Olomidé | 11:39 |
| 6. | Victoire (Live)        | Koffi Olomidé | 15:25 |

- Datos: Q3198265